# Foramen omentale

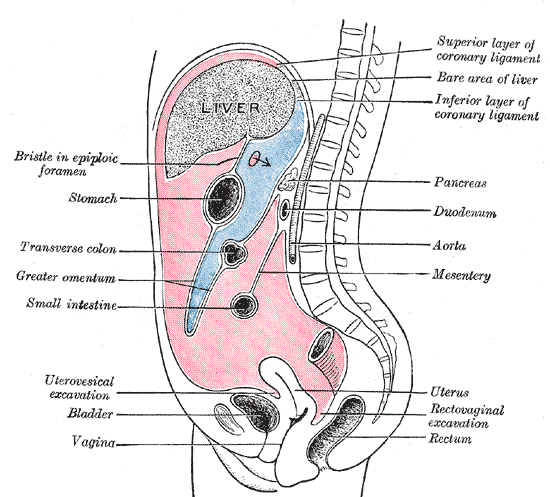
Schema der Serosaverhältnisse beim Menschen, das Foramen omentale (epiploic foramen) ist durch einen Pfeil gekennzeichnet

Das Foramen omentale (Syn. Foramen epiploicum, Foramen epiploicum Winslowii) bezeichnet den beim Menschen etwa 2 bis 3 cm großen Eingang zur Netzbeutelhöhle (Bursa omentalis). Es stellt einen Gleitspalt dorsal des Magens dar – eine andere natürliche Verbindung zwischen diesem Gleitspalt und der großen Bauchhöhle existiert nicht.
Es wird nach vorne hin durch das Ligamentum hepatoduodenale des Omentum minus, nach hinten durch die Vena cava inferior, nach oben durch den Lobus caudatus der Leber und nach unten hin durch die Pars superior des Zwölffingerdarms begrenzt. Geht man über diese Öffnung von der Bauchhöhle in den oben genannten Gleitspalt ein, befindet man sich im Netzbeutelvorhof (Vestibulum bursae omentalis), welcher bis zur Magen-Bauchspeicheldrüsen-Falte (Plica gastropancreatica) so heißt und sich dann als Bursa omentalis zur Seite Richtung Milz fortsetzt.